# 熱烈
《熱烈》（英語：One and Only）是一部由董成鵬（藝名：大鵬）執導並參與聯合編劇，黃渤、王一博領銜主演的青春喜劇勵志電影。它講述了一位資深街舞舞者和一位夢想成為職業街舞舞者的年輕人的故事。此片的誕生是因2024年巴黎奧運會新增霹靂舞為比賽項目，杭洲亞運組委會希望拍一部能夠為這新項目宣傳及打氣的體育電影。它是第25屆上海國際電影節的閉幕片，2023年7月28日在中國上映。 由中國國家電影局在外國舉辦的中國電影展，《熱烈》多次被選為中國電影周開幕式電影，國家包括挪威、肯尼亞、英國倫敦、迪拜、菲律賓、捷克、法國、加拿大及澳洲等等。2024年4月23日榮獲2024金磚國家電影節評委會特別獎。在第37屆中國電影金雞獎斬獲五項提名及一項獲獎。12月3日, 獲中共中央宣传部印发表彰，被評為第十七届精神文明建设五个一工程优秀電影作品。 2025年3月19日官宣定檔4月3日重映。

## 劇情簡介
電影是聚焦於無名小卒追求夢想的旅程。熱血少年陳爍(王一博飾)自小便熱愛跳舞，但他面對家庭重担和夢想的不斷拉扯，他堅定初心，在努力工作養家的同時，也不斷追求成為職業霹靂舞者的夢想。他對舞台有着濃厚的熱情，因此萬分珍惜在惊嘆號舞團的機會，在生活與熱情之間來回奔跑，試圖在夢想與現實之間取得平衡，他用自己堅定的意志譜寫著青春的讚歌。 然而，無論是陳爍還是丁雷(黃渤飾)都發現，一切并沒有想像中那麼順利，坎坷與來自現實的打擊接踵而至，陳爍在現實的重担面前，仍舊朝着自己的夢想不斷破風前行。 即使引領舞團的過程困難重重，陳爍對夢想的堅持與努力也感染這位街舞老手恢復了初心，師徒情誼和團體重生的靈魂，為陳爍帶來了無與倫比的力量，他用熱情和無畏帶領著團體成員，用青春熱烈激昂的夏日旋律為舞團在全國大賽中爭取到勝利。

## 演員表
| 演員   | 角色     | 简介                                                                                         | 職業舞者、備註                      |
| 黃渤   | 丁雷     | 舞團驚嘆號教練、掌門人，他是圈內有名的Breaking 舞者，因比賽中意外摔傷了腿而退役。            |                                     |
| 王一博 | 陳爍     | 熱愛街舞、單純地去追求自己的夢想，非常照顧家人，做多份兼職幫家人還債，後加入驚嘆號成為主帥。 |                                     |
| 劉敏濤 | 杜麗莎   | 曾經是一名歌唱演員。丈夫去世後，為了還債她放棄了歌唱事業，經營起丈夫留下的腊味館。           |                                     |
| 岳雲鵬 | 陳爍小舅 | 年輕時去巴黎進修雕塑藝術，因父親去世精神受刺激，不得不中斷學業回國與姐及外甥一起生活。       |                                     |
| 小瀋陽 | 謝哥     | 商演領班                                                                                     |                                     |
| 張子賢 | 劉洪亮   | 卡斯柏助理                                                                                   |                                     |
| 蔣龍   | 董二浪   | 商家，支持驚嘆號。                                                                           |                                     |
| 卡斯柏 | 凱文     | 驚嘆號前成員，擅長Breaking 頭轉。                                                            | 青春有你第一季選手                  |
| 王霏霏 | 辣椒     | 驚嘆號隊長，街舞一姐。                                                                       | 《Dancing with the star》第三季冠軍 |
| 張海宇 | 彪彪     | 驚嘆號成員，丁雷第一個徒弟。                                                                 |                                     |
| 宋祖兒 | 李明珠   | 陳爍朋友                                                                                     |                                     |
| 廖搏   | 輝哥     | 驚嘆號元老，即將退役                                                                         | 《這！就是街舞》主持人              |
| 王海   | 熊貓     | 驚嘆號成員，主跳Breaking                                                                     | 日本BLACK JAM年度總決賽冠軍         |
| 喬治   | 大龍     | 驚嘆號成員，養生B-boy。                                                                      | 世界街舞冠軍WDSF國際級裁判員        |
| 楊小健 | 蛇男     | 驚嘆號成員                                                                                   | KDD世界杯冠軍                       |
| 周森林 | 森林     | 驚嘆號成員                                                                                   | 炸舞陣線國際街舞大賽團隊冠軍        |
| 么绍卿 | 大個兒   | 驚嘆號成員                                                                                   | 《這！就是街舞3》選手               |
| 張運辰 | 小夕     | 驚嘆號成員，擅長空翻。                                                                       | 《這！就是街舞4》選手               |
| 楊凱   | 評判     | 比賽裁判                                                                                     | 《這！就是街舞3》冠軍               |

## 幕後製作
編劇蘇彪曾與導演合作過《縫紉機樂隊》與《保你平安》等作品。總制片人陳祉希是繼《煎餅俠》《縫紉機樂隊》《吉祥如意》《保你平安》之後與導演大鵬第五次聯手。攝影指導為錢添添和鐘銳，兩人曾參與創作電影《送你一朵小紅花》《一九四二》均獲得了不俗口碑。此次，《我的姐姐》《受益人》的美術指導杜光宇，參與過《唐人街探案3》《讓子彈飛》的聲音指導王鋼和劉曉莎，造型指導是與大鵬導演合作過《縫紉機樂隊》的趙翊格。

## 獎項
| 年度 | 獎項                           | 類別             | 入圍者         | 结果 | 備註   |
| ---- | ------------------------------ | ---------------- | -------------- | ---- | ------ |
| 2022 | 微博電影之夜                   | 年度最受期待影片 | 《熱烈》       | 獲獎 |        |
| 2023 | 微博電影之夜                   | 年度關注影片     | 《熱烈》       | 獲獎 |        |
| 2023 | 第11屆浙江電影鳳凰獎           | 優秀男主角       | 王一博         | 獲獎 | [ 8 ]  |
| 2023 | 第18屆中國長春電影節金鹿獎     | 最佳男演員       | 王一博         | 提名 | [ 9 ]  |
| 2023 | 第18屆中國長春電影節金鹿獎     | 最佳女演員       | 劉敏濤         | 提名 | [ 9 ]  |
| 2023 | 第18屆中國長春電影節金鹿獎     | 最佳攝影         | 鐘銳、錢添添   | 提名 | [ 9 ]  |
| 2023 | 第18屆中國長春電影節金鹿獎     | 最佳音樂         | 彭飛           | 提名 | [ 9 ]  |
| 2023 | 第18屆中國長春電影節金鹿獎     | 最佳剪輯         | 屠亦然、張一博 | 提名 | [ 9 ]  |
| 2023 | 第四屆新時代國際電影節金揚花獎 | 最佳女配角       | 劉敏濤         | 獲獎 | [ 10 ] |
| 2024 | 第37屆中國電影金雞獎           | 最佳故事片       | 《熱烈》       | 提名 | [ 11 ] |
| 2024 | 第37屆中國電影金雞獎           | 最佳男主角       | 王一博         | 提名 | [ 11 ] |
| 2024 | 第37屆中國電影金雞獎           | 最佳導演         | 大鵬           | 提名 | [ 11 ] |
| 2024 | 第37屆中國電影金雞獎           | 最佳攝影         | 鐘銳、錢添添   | 獲獎 | [ 11 ] |
| 2024 | 第37屆中國電影金雞獎           | 最佳剪輯         | 屠亦然、張一博 | 提名 | [ 11 ] |
| 2025 | 第20届中国电影华表奖           | 优秀故事片奖     | 《热烈》       | 提名 |        |
| 2025 | 第20届中国电影华表奖           | 优秀男演员       | 王一博         | 提名 |        |

## 相關紀錄
1. 2023年6月10日，該片獲得微博電影之夜“年度關注影片”。[12]
2. 該片是黃渤與王一博大銀幕的首度合作。[13]
3. 在該片中加盟的部分舞團成員葉音、周森林、么绍卿、張運臣等，都是中國街舞圈內知名的舞者。

## 外部連結
- 豆瓣电影上《熱烈》的資料 （简体中文）
- 互联网电影数据库（IMDb）上《熱烈》的资料（英文）